# 네이버 웹소설
네이버 웹소설은 NAVER WEBTOON CORP.에서 운영하는 웹소설 사이트이다.
원래는 NAVER CORP.에서 운영하였지만, 2017년부로 NAVER WEBTOON CORP.로 이전되었다.

## 리그

### 챌린지 리그
로맨스, 로맨스판타지, 판타지, 미스터리, 역사/전쟁, 퓨전, 팬픽이 있다.
네이버에서 팬픽은 저작권상 베스트리그에 올리지 않는다고 명시하였다.
네이버 웹소설 공모전은 전부 챌린지리그에서 한다.
표지는 네이버에서 제공해주는것과 직접 그려올리는것으로도 가능하다.

### 베스트 리그
매달 초와 중순에 각 리그의 인기작에서 베스트리그로 승격 될 작품을 뽑는다.
로맨스는 한번에 9작을 승격시키고, 로맨스판타지는 5작, 판타지는 2작, 무협은 1작,
미스터리는 1작, 역사/전쟁은 1작, 라이트노벨은 2작, 퓨전은 1작을 뽑는다.
2017년 4월달에 네이버웹소설도 네이버 웹툰과 같이 포텐업 제도를 실시한다.
매 분기 초(1월, 4월, 7월, 10월 첫 주)에 해당 분기의 <포텐업> 대상작이 발표된다.
매 분기별 포텐업 대상작에는 격려금 100만 원이 지급되며,
포텐업 대상작은 해당 분기의 3개월 동안 작품의 표지에 포텐업 마크가 부착되어
독자들의 더 많은 주목과 관심을 받는 혜택을 준다.
또한 매 분기별 포텐업 7작품 중 3작품은 네이버웹소설 정식연재작으로 승격된다.
참고로 베스트리그에 있는 작품들은 정식연재와 같이 표지도 선택 가능하며,
네이버 N스토어에 작품을 낼수 있다고 한다.